# Nikita Bichurin
Nikita Yákovlevich Bichurin (Никита Яковлевич Бичурин) (29 de agosto de 1777 - 11 de mayo de 1853), más conocido bajo su nombre monástico Hyacinth o Iakinf (Иакинф), fue uno de los padres fundadores de la Sinología. Nació en una familia de sacerdotes y estudió en el seminario de Kazán.
En 1802 fue tonsurado con el nombre de Jacinto y enviado a promover el cristianismo en Beijing donde pasó los siguientes 14 años. Los auténticos objetos de su interés fueron la historia y la lengua china. Acusado de falta de religiosidad, fue despojado de su rango de su abad y encarcelado en el monasterio de Valaam. Allí se tradujo un número de manuscritos chinos antiguos y medievales, que eran desconocidos en Europa. En las décadas siguientes, publicó muchos volúmenes en historia, geografía, religión, estadísticas y la agricultura de China y Mongolia.
Fue a Bichurin a quien se le ocurrió la idea para el nombre de Turkestán Oriental para reemplazar el término "Turkestán chino" en 1829.
En 1837 abrió la primera escuela de idioma chino en el Imperio Ruso. Por sus contribuciones sinológicas, fue elegido miembro de las Academias rusas, alemanas y francesas de las Ciencias.

## Premios
- Premio Demidov (1835)